# Чемпионат России по плаванию на открытой воде 2021
Чемпионат России по плаванию на открытой воде 2021 года прошёл с 11 по 17 сентября во всероссийском детском центре «Смена» (село Сукко, МО Анапа, Краснодарский край). Пловцы соревновались на семи дистанциях: 5 км, 10 км и 16 км у мужчин и женщин, смешанной эстафете 4 х 1250 метров. Также проходили соревнования для спортсменов 14 — 19 лет.

## Призёры

### Мужчины
| Дистанция           | Золото                                              | Золото    | Серебро                                          | Серебро   | Бронза                                           | Бронза    |
| ------------------- | --------------------------------------------------- | --------- | ------------------------------------------------ | --------- | ------------------------------------------------ | --------- |
| 5 км 30 участников  | Кирилл Абросимов Московская обл. — Ярославская обл. | 55.38,8   | Александр Степанов Ярославская область-1         | 55.40,6   | Кирилл Беляев Московская обл. — Ярославская обл. | 55.47,7   |
| 10 км 19 участников | Кирилл Абросимов Московская обл. — Ярославская обл. | 1:53.49,5 | Александр Степанов Ярославская область-1         | 1:53.55,3 | Кирилл Беляев Московская обл. — Ярославская обл. | 1:54.00,5 |
| 16 км 17 участников | Кирилл Абросимов Московская обл. — Ярославская обл. | 2:59.06,0 | Кирилл Беляев Московская обл. — Ярославская обл. | 1:52.55,2 | Руслан Садыков Пермский край                     | 2:54.35,8 |

### Женщины
| Дистанция         | Золото                                           | Золото    | Серебро                                          | Серебро   | Бронза                                           | Бронза    |
| ----------------- | ------------------------------------------------ | --------- | ------------------------------------------------ | --------- | ------------------------------------------------ | --------- |
| 5 км 19 участниц  | Валерия Ермакова Московская обл. — Липецкая обл. | 1:02.58,2 | Яна Курцева Волгоградская область                | 1:03.01,2 | Екатерина Сорокина Пермский край                 | 1:03.01,4 |
| 10 км 15 участниц | Яна Курцева Волгоградская область                | 2:01.59,4 | Екатерина Сорокина Пермский край                 | 2:07.23,3 | Валерия Ермакова Московская обл. — Липецкая обл. | 2:09.08,6 |
| 16 км 13 участниц | Екатерина Сорокина Пермский край                 | 3:11.58,3 | Валерия Ермакова Московская обл. — Липецкая обл. | 3:11.58,5 | Софья Вахрушева Тульская область-1               | 3:13.05,6 |

### Смешанные соревнования
| Дистанция                    | Золото                                                                              | Золото  | Серебро                                                                           | Серебро | Бронза                                                                                      | Бронза  |
| ---------------------------- | ----------------------------------------------------------------------------------- | ------- | --------------------------------------------------------------------------------- | ------- | ------------------------------------------------------------------------------------------- | ------- |
| Эстафета 4 х 1250 м 6 команд | Московская область Валерия Ермакова Кирилл Беляев Валерия Алхимова Кирилл Абросимов | 58.31,7 | Тульская область-1 Софья Вахрушева Артём Мамушкин Анастасия Костылева Роман Сулев | 59.08,0 | Ярославская область Александра Гроздова Никита Хотько Екатерина Кононина Александр Степанов | 59.08,5 |

## Командный зачёт
1. Ярославская область — 207,8
2. Московская область — 199,8
3. Тульская область-1- 183
4. Волгоградская область — 126
5. Пермский край — 119
6. Тульская область-2 — 73,2
7. Удмуртия — 62
8. Челябинская область — 51
9. Липецкая область — 36,4
10. Санкт-Петербург — 30
11. Рязанская область — 19
12. Тюменская область — 17,8
13. Тамбовская область — 5,8
14. Москва — 4
15. Свердловская область — 2